# Leonel Marshall

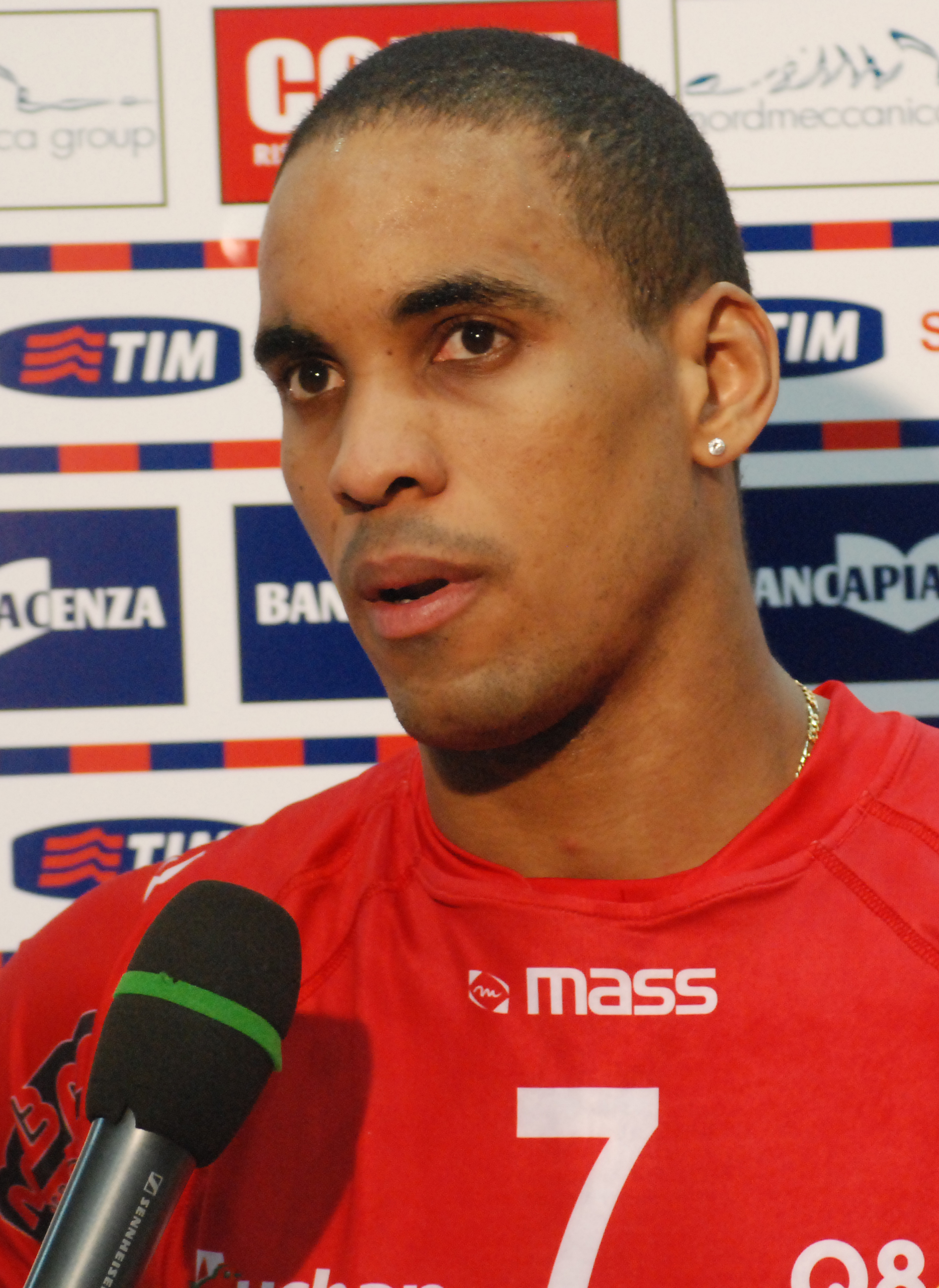
Leonel Marshall

Leonel Marshall Borges, Jr. (nascido em 25 de setembro de 1979) é um jogador cubano de voleibol. É mais conhecido por ter uma das maiores impulsões, chegando a quase 1.70 metros. Entre 2007 e 2008 esteve no clube M. Roma Volley. Marshall é o membro mais jovem de uma seleção cubana de voleibol a disputar uma Olimpíada, tendo disputado os Jogos Olímpicos de Verão de 2000 com a idade de dezesseis anos. Atualmente (2019) jogador no Sporting Clube de Portugal 